# Bilichildis
Bilichilda či Bilichildis (6. století - 610) byla franská královna Austrasie, manželka krále Theudeberta II.
Podle Fredegarovy kroniky byla nevolnicí, kterou na trhu s otroky koupila královna Brunhilda. Její původ zůstává nejasný, i když ji někteří autoři identifikují jako jednu ze dvou dcer Gisulfa I., vévody z Furlanska, zajatou a zotročenou Avary, kterou později vykoupila královna Brunhilda. Historik Christian Settipani však poukazuje na nevěrohodnost této hypotézy.
V roce 608 se Bilichildis provdala za Theudeberta II. krále Austrasie a porodila dceru, která byla zasnoubena s Adaloaldem, synem Agilulfa, krále Langobardů. Mohla být také matkou Merovecha († 612), ale tuto hypotézu zpochybňuje Karl August Eckhardt, který se domnívá, že Merovech byl pravděpodobně synem až Theudebertovy druhé manželky Theudechildy.
I když byla Bilichildis nížšího původu, její poddaní ji milovali. Byla zavražděna patrně svým manželem králem Thedebertem, když se chtěl oženit s Theudechildou.

## Fredegarova kronika
| „                                  | Ve třináctém roce Theuderichovy vlády měl Theudebert za manželku Bilichildu, kterou Brunhilda koupila od obchodníků s otroky. Jelikož byla Bilichilda přívětivá a drahá všem Austrasijcům, kterým kompenzovala ubohého ducha Theudeberta, nevěřila, že by byla horší než Brunhilda, která svého vnuka Theudeberta urážela prostřednictvím svých poslů a Bilichildě její chování vyčítala. Nakonec byli oboustranně podrážděny vyslanci natolik, že bylo dohodnuto jednání na hranici Sundgau, aby se tyto dvě královny znovu spojily a obnovily mír mezi Theuderichem a Theudebertem, ale Bilichilda na radu Austrasijců odmítla přijít. | “ |
| — Chronique de frédégaire (IV, 35) | |   |

| „                                  | Letos, patnáctý rok Theuderichovy vlády Bilichildu zabil Theudebert, který si vzal za manželku mladou dívku jménem Theudechilda. | “ |
| — Chronique de frédégaire (IV, 37) | |   |